# ایست گرند فورکس (مینه‌سوتا)
ایست گرند فورکس، مینه‌سوتا (به انگلیسی: East Grand Forks, Minnesota) یک شهر در ایالات متحده آمریکا است که در مینه‌سوتا واقع شده‌است.

## خصوصیات
ایست گرند فورکس ۱۵٫۳۱ کیلومترمربع مساحت و ۸٬۶۰۱ نفر جمعیت دارد و ۲۵۴ متر بالاتر از سطح دریا واقع شده‌است.